# Кукуя
Кукуя (рос. Кукуя) — село Шебалінського району, Республіка Алтай Росії. Входить до складу Улусчергинського сільського поселення.
Населення — 29 осіб (2015 рік).